# Fujis utbrott under Hōei-eran

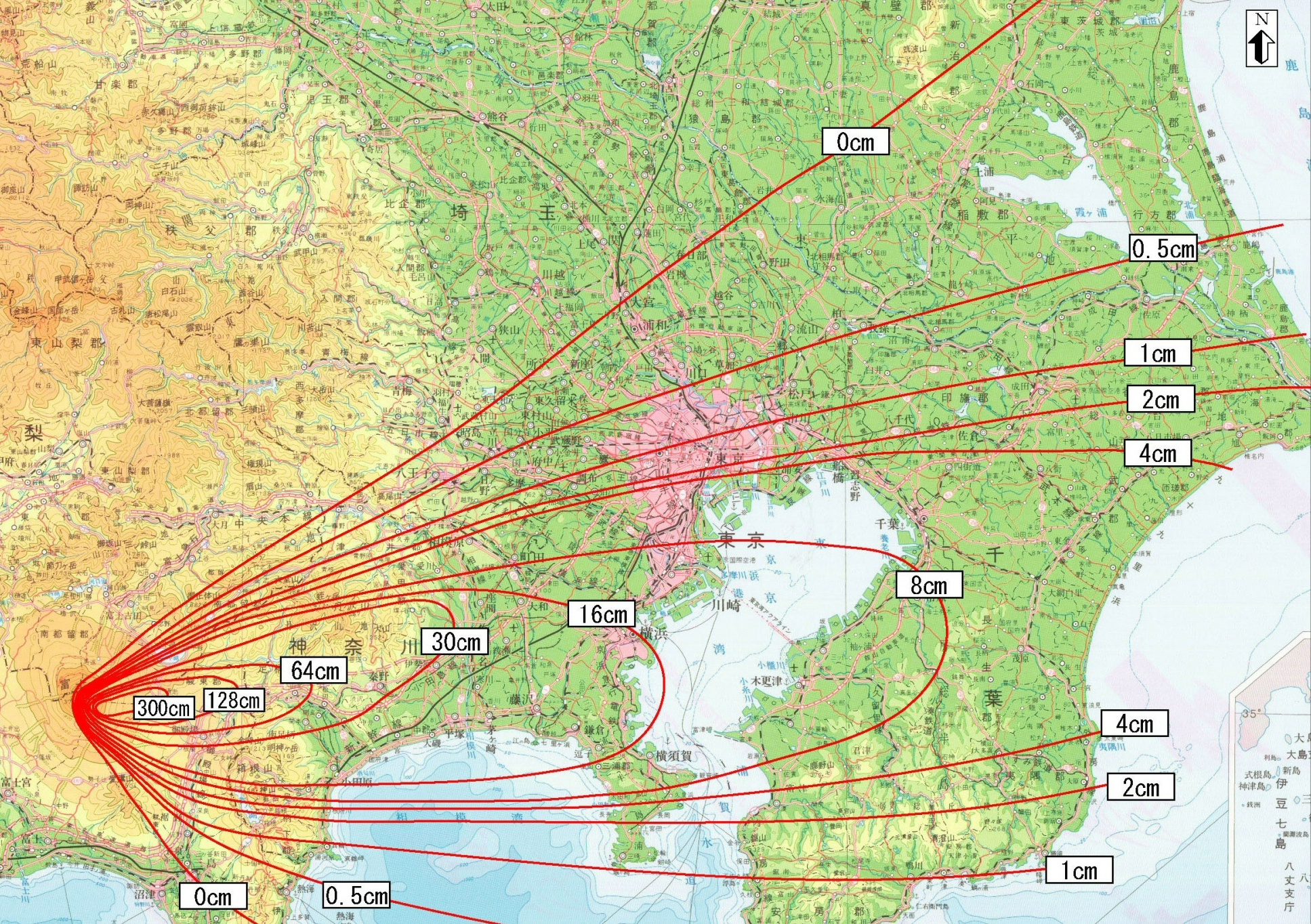
Karta över var vulkanisk aska föll ner efter utbrottet.

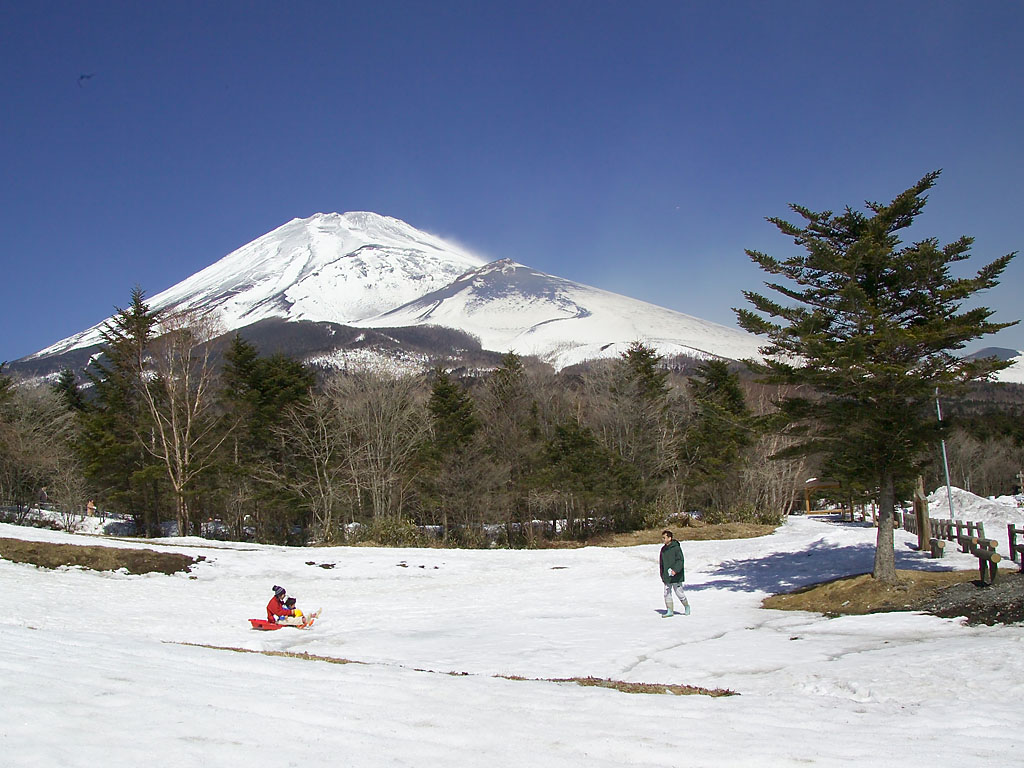
Fuji med Hōei-kratern

Fujis utbrott under Hōei-eran inträffade 1707-1708, det fjärde året under Hōei-eran. Vulkanen hade två utbrott före detta – under Heianperioden (Enryaku- och Jogan-utbrotten).
Även om ingen lava flödade ut ur vulkanen spydde den ut en enorm mängd vulkanisk aska, som spreds över stora områden. Askan nådde till och med Edo, 10 mil från vulkanen, vars volym uppskattats till 800 000 m³.
Askan täckte över den jord som användes för jordbruk öster om Fuji. För att kunna göra sig av med askan dumpade bönderna den i stora sandhögar, som sedan löstes upp av regn och hamnade i vattendragen och gjorde dessa grundare. Speciellt Sakawafloden fylldes, och tillfälliga fördämningar uppstod. Den 7 och 8 augusti 1708 regnade det kraftigt och det skapades en lavin av vulkanisk aska, vilket fick floden att svämma över Ashigaraslätten.